# أربيان صغير البذور
أربيان صغير البذور (الاسم العلمي: Anthemis microsperma) هو نوع نباتي يتبع جنس الأربيان من الفصيلة النجمية.

## الموئل والانتشار
في مصر.